# Бубка Василь Назарович
Васи́ль Наза́рович Бу́бка (нар. 26 листопада 1960, Луганськ, Українська РСР, СРСР) — радянський та український легкоатлет за направленням — стрибки з жердиною. Майстер спорту СРСР. Старший брат Сергія Бубки.

## Біографія
Бронзовий призер Чемпіонату світу в приміщенні 1985 року.
На Чемпіонаті світу 1993 року зайняв 9-те місце за результатом 5,70 м. На Олімпійських іграх 1996 року не зміг зробити жодної результативної спроби. Чемпіон СРСР 1985 року. Дворазовий чемпіон України у 1994 і 1996 роках.
Його особистий найкращий результат становить 5,86 метрів, який він досяг у липні 1988 на змаганнях у Челябінську.
Зараз — генеральний директор ТОВ Фірма «Монблан». Отримав громадянство Російської Федерації[джерело?].